# Burdż Ka’i
Burdż Ka’i (arab. برج قاعي) – miejscowość w Syrii, w muhafazie Hims. W 2004 roku liczyła 2351 mieszkańców.